# Hanna-Maria Seppälä
Hanna-Maria Seppälä (* 13. Dezember 1984 in Kerava) ist eine finnische Schwimmerin.

## Werdegang
Sie hat sich auf die kurzen Freistil- und Lagenstrecken spezialisiert. Ihr bisher größter Erfolg war der Weltmeistertitel über 100 m Freistil bei den Schwimmweltmeisterschaften 2003.
Hanna-Maria Seppälä begann mit fünf Jahren beim Club Keravan Uimarit, für den sie auch heute noch startet, mit dem Schwimmsport. Auslöser dafür waren vor allem ihre älteren Brüder, die den gleichen Sport ausübten. Ins finnische Junioren-Nationalteam wurde sie erstmals im Herbst 1995 berufen. Im Januar 1999 stellte sie über 50 m Freistil ihren ersten finnischen Rekord auf. Im selben Jahr konnte sie auch ihre erste Medaille bei Junioreneuropameisterschaften gewinnen. Ein Jahr später gewann sie bei der gleichen Veranstaltung die Titel über 50 m und 100 m Freistil. Seitdem startet sie im Seniorenbereich.
Bei den Olympischen Spielen 2000 in Sydney war sie die jüngste Starterin Finnlands, kam aber über einen 18. Platz nicht hinaus. Auch bei Welt- und Europameisterschaften ließen die ersten Erfolge noch auf sich warten. Zwischen 2000 und 2003 kam sie oftmals in die Finalläufe, aber nicht in die Medaillenränge. Das sollte sich bei den Schwimmweltmeisterschaften 2003 ändern. Über 100 m Freistil gewann sie in 54,37 Sekunden überraschend die Goldmedaille. Im selben Jahr gewann sie auch noch eine Bronzemedaille bei den Kurzbahneuropameisterschaften 2003. 2004 sollte nicht ihr Jahr werden. Bei den Olympischen Spielen enttäuschte sie mit einem 12. Platz über ihre Goldstrecke. Danach sollte es jedoch wieder bergauf gehen. Bei den Kurzbahneuropameisterschaften 2005 gewann sie Gold über 100 m Lagen und Silber über 100 m Freistil. Im darauf folgenden Frühjahr gewann sie bei den Kurzbahnweltmeisterschaften in Shanghai Silber über 100 m Lagen und bei den Kurzbahneuropameisterschaften im Herbst konnte sie ihren Titel über diese Strecke verteidigen.
Bislang konnte Hanna-Maria Seppälä 86 finnische Meistertitel erringen und schwamm 66 Landesrekorde (29 auf der Lang- und 37 auf der Kurzbahn). Von ihren Fans wird sie häufig nur Hans gerufen, was sich als Kombination aus Vor- und Nachname ergibt.